# ニューヨーク、愛を探して
『ニューヨーク、愛を探して』（原題:Mothers and Daughters）は2016年に公開されたアメリカ合衆国のドラマ映画である。監督はポール・ダドリッジ、主演はセルマ・ブレアが務めた。

## 概略
音楽業界で活動するカメラマン、リグビー・グレイは順調にキャリアを歩んでいた。そんなある日、リグビーは不倫相手の子供を妊娠してしまったことを知った。それをきっかけに、リグビーは母親とは何かという問題に直面することになり、長らく疎遠になっていた自身の母親との関係を見つめ直さざるを得なくなった。

## キャスト
※括弧内は日本語吹替
- リグビー・グレイ - セルマ・ブレア（今泉葉子）
  - 子供時代のリグビー・グレイ - エラ・スタビル
- リディア - ナタリー・バーン
- ゲイル - エヴァ・アムリ
- ミリー - スーザン・サランドン（一城みゆ希）
- レイラ - アレクサンドラ・ダニエルズ
- ジョージナ - ミラ・ソルヴィノ（田中敦子）
- ニーナ - シャロン・ストーン（唐沢潤）
- ベス - コートニー・コックス（深見梨加）
- レベッカ - クリスティーナ・リッチ（小林沙苗）
- ケヴィン - ポール・ウェズレイ
- ピーター - ポール・アデルスタイン
- トニー - デヴィッド・クロエール
- セバスチャン - クリストファー・バッカス
- クイン - ルーク・ミッチェル
- ママ・クイン - E・G・デイリー
- ケリー - アシャンティ
- グレース - リアナ・メンドーザ
- トリシア - ステファニー・シェイミー （長野せりな）
- ハミルトン医師 - クィントン・アーロン

## 製作・マーケティング
2012年5月8日、スーザン・サランドンとエヴァ・アムリが映画『Mother's Day』に出演することになったとの報道があった。6月4日、クリスティーナ・リッチの出演が決まったと報じられた。7月3日、シャロン・ストーンの起用が発表された。2014年9月25日、ポール・ウェズレイが本作に出演すると報じられた。2015年7月8日、コートニー・コックスとロゼリン・サンチェスがキャスト入りした（結局、サンチェスは出演しなかった）。同月、本作の主要撮影がカリフォルニア州ロサンゼルスで始まった。
2016年4月8日、本作のオフィシャル・トレイラーが公開された。その際、タイトルが『Mother's Day』から『Mothers and Daughters』に変更された。

## 評価
本作は批評家から酷評されている。映画批評集積サイトのRotten Tomatoesには22件のレビューがあり、批評家支持率は18%、平均点は10点満点で3.85点となっている。また、Metacriticには9件のレビューがあり、加重平均値は29/100となっている。